# Roewe i5
Roewe i5 – samochód osobowy klasy kompaktowej produkowany pod chińską marką Roewe od 2017 roku.

## Historia i opis pojazdu

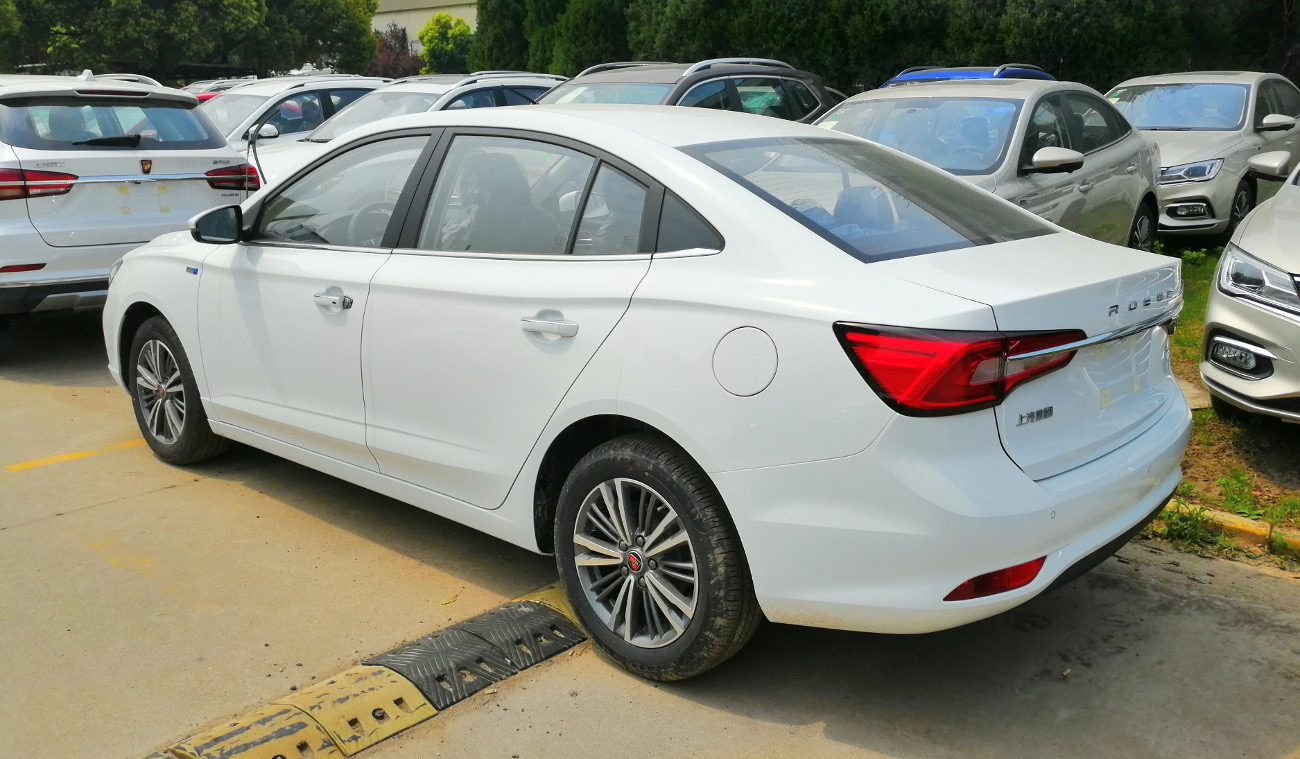
Roewe i5 - tył

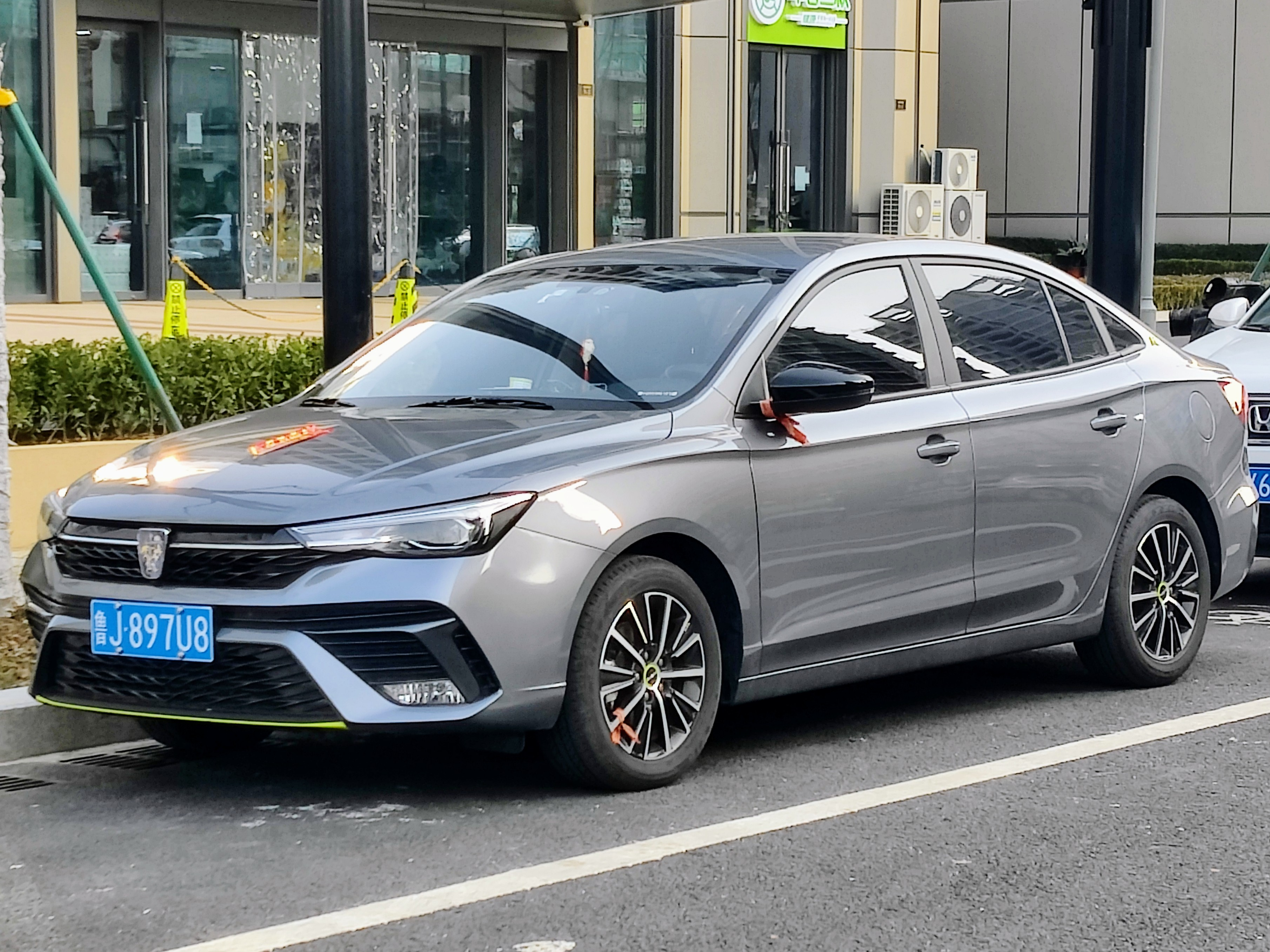
Roewe i5 po liftingu

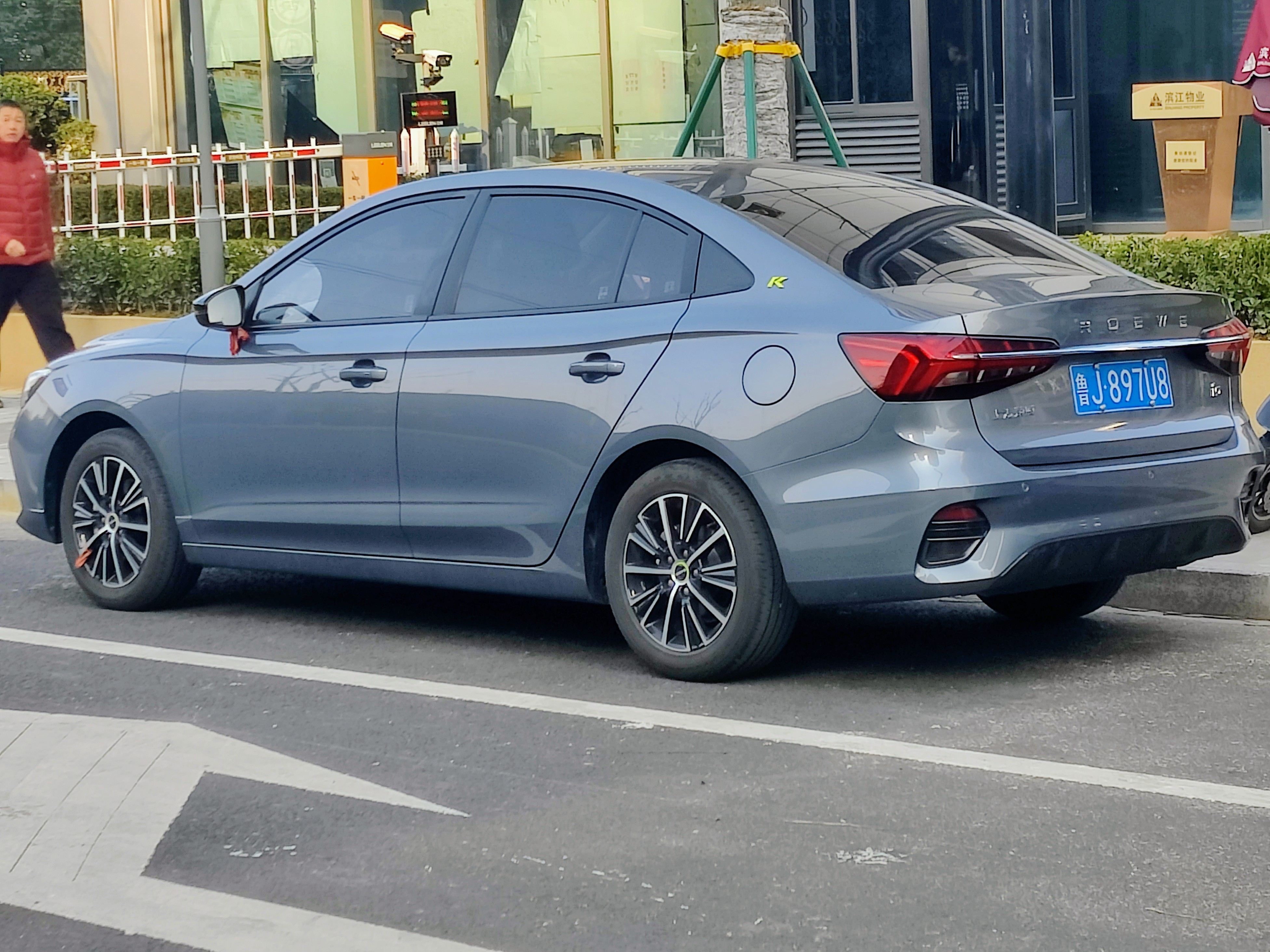
Roewe i5 - tył po liftingu

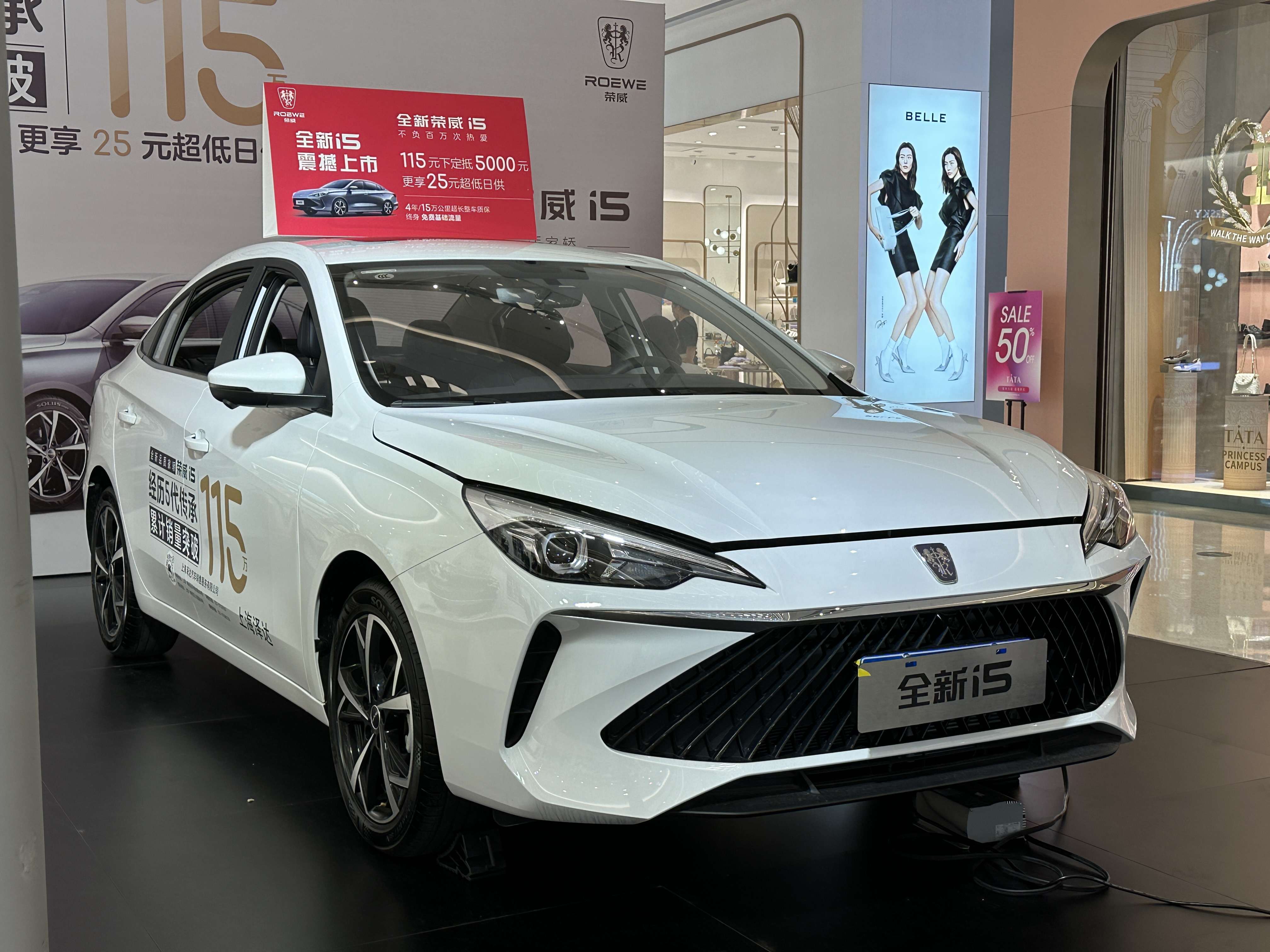
Roewe i5 po drugim liftingu

Roewe i5 zadebiutował niespełna rok po premierze elektrycznego kombi Ei5, stanowiąc bardziej konwencjonalne rozwinięcie jego koncepcji. Samochód przyjął postać 4-drzwiowego sedana oferowanego dla odmiany wyłącznie z klasycznym, spalinowym napędem tworzonym przez dwa czterocylindrowe jednostki napędowe o pojemności 1,5-litra - bez oraz z turbodoładowaniem. 
Pod kątem wizualnym Roewe i5 zyskał rozległą, czworokątną atrapę chłodnicy z chromowanymi, poziomymi poprzeczkami, a także pofalowaną linią nadwozia z wyraźnie zaznaczonym przetłoczeniem. W kabinie pasażerskiej konsola centralna została z kolei zdominowana przez centralnie umieszczony dotykowy wyświetlacz systemu multimedialnego o przekątnej 10,1-cala, jak 12,3-calowy wyświetlacz zamiast zegarów.

### Restylizacje
W marcu 2021 roku Roewe i5 przeszedł kompleksową restylizację, która przyniosła zmiany zarówno w wyglądzie zewnętrznym, jak i wewnętrznym. Pas przedni otrzymał nowe, bardziej agresywnie stylizowane reflektory i nowy, dwuczęściowy wlot powietrza z większymi halogenami, nawiązując do równolegle debiutującego RX3 Pro. Ponadto, producent zastosował nowy projekt deski rozdzielczej z wyżej umieszczonym, centralnie ulokowanym ekranem systemu multimedialnego.
W czerwcu 2023 i5 przeszło drugą, tym razem znacznie obszerniejszą modernizację. Pas przedni zyskał bardziej szpiczasty kształt, wyróżniając się ostro zarysowanymi reflektorami i przesuniętym ku dolnej krawędzi wlotem powietrza w kształcie trapezu. Przemodelowano ponadto jeszcze tylne lampy, łącząc je chromowaną listwą, a także przemodelowano przetłoczenia na drzwiach. Ostatnią dużą zmianą został nowy projekt deski rozdzielczej, z dwoma wyświetlaczami o przekątnej 10,25 cala i nowym kołem kierownicy. Samochód stał się nieznacznie szerszy i dłuższy.

### Sprzedaż
Roewe i5 zdobyło dużą popularność na wewnętrznym rynku chińskim, z myślą o którym w głównej mierze został on skonstruowany. W 2019 roku stał się on jednym z najlepiej sprzedających się nowych samochodów w Chinach, z 159 tysiącami sprzedanych egzemplarzy. W 2019 roku koncern SAIC rozpoczął eksport Roewe i5 pod siostrzaną marką MG jako MG 5, nie mając nic wspólnego z oferowanym w Chinach innym modelem o takiej samej nazwie. Pojazd trafił do sprzedaży pod tą nazwą w pierwszej kolejności do Chile, a od 2020 roku poszerzono jego zasięg rynkowy także o kraje Bliskiego Wschodu oraz Filipiny.

### Silniki
- R4 1.5l
- R4 1.5l Turbo

### Ei5

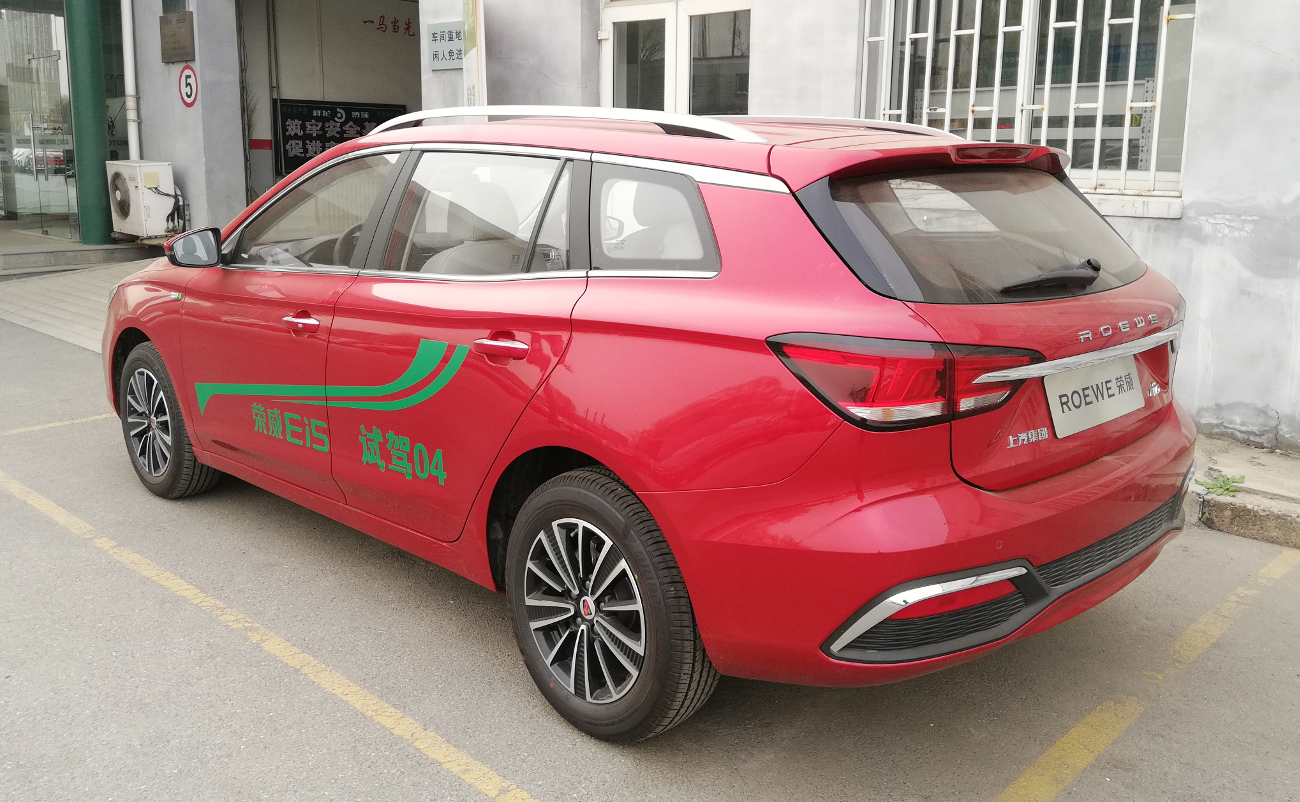
Roewe Ei5 - tył

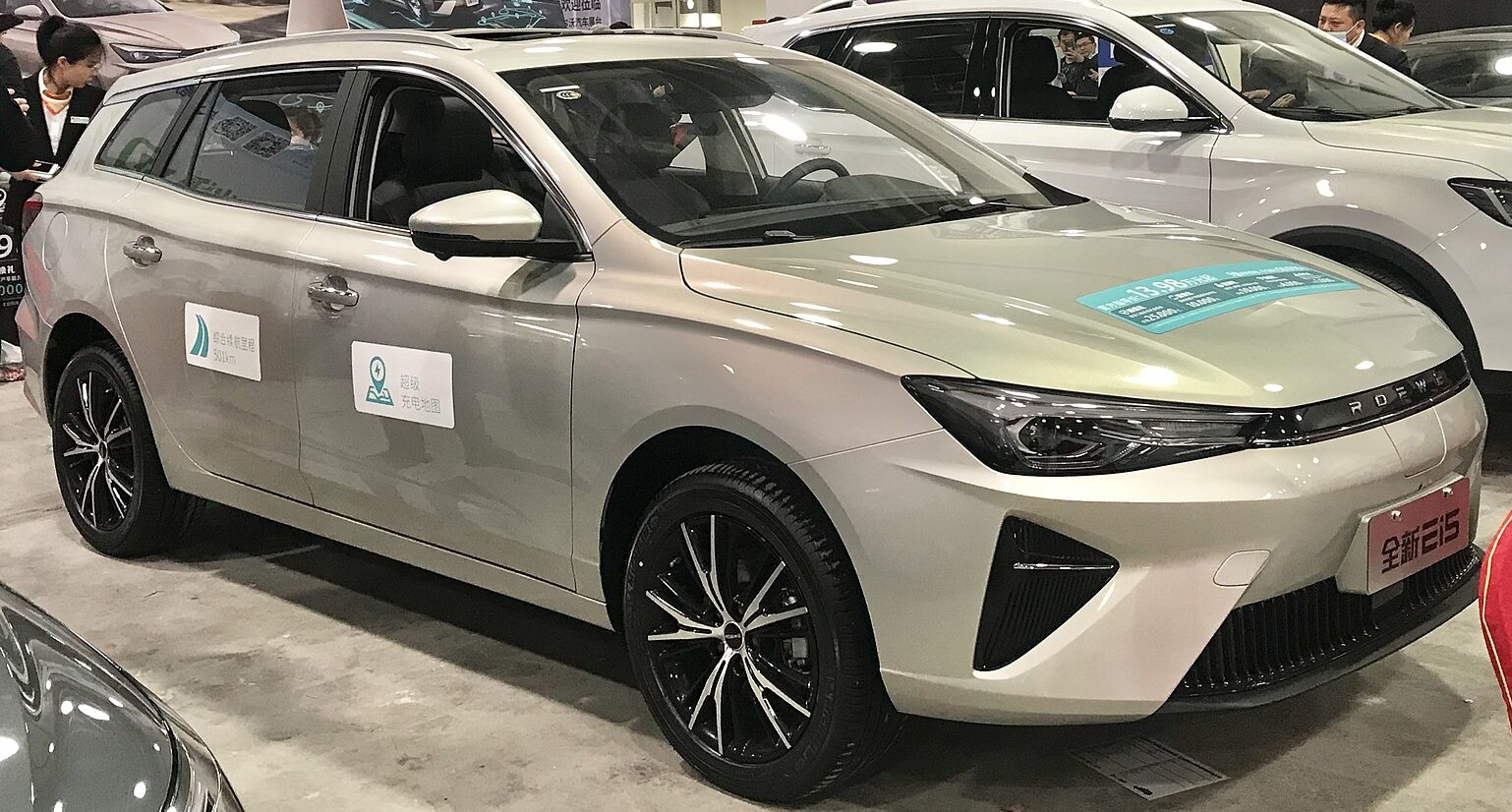
Roewe Ei5 po liftingu

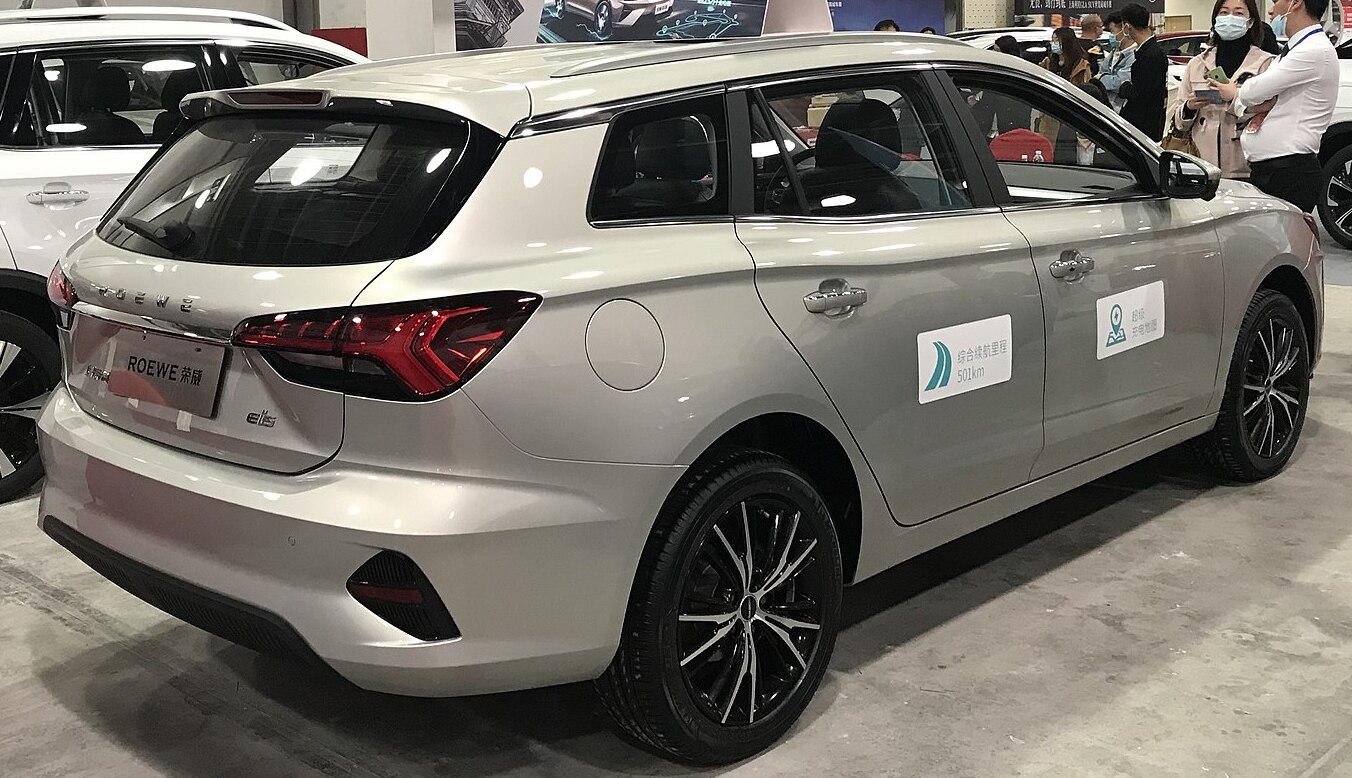
Roewe Ei5 - tył po liftingu

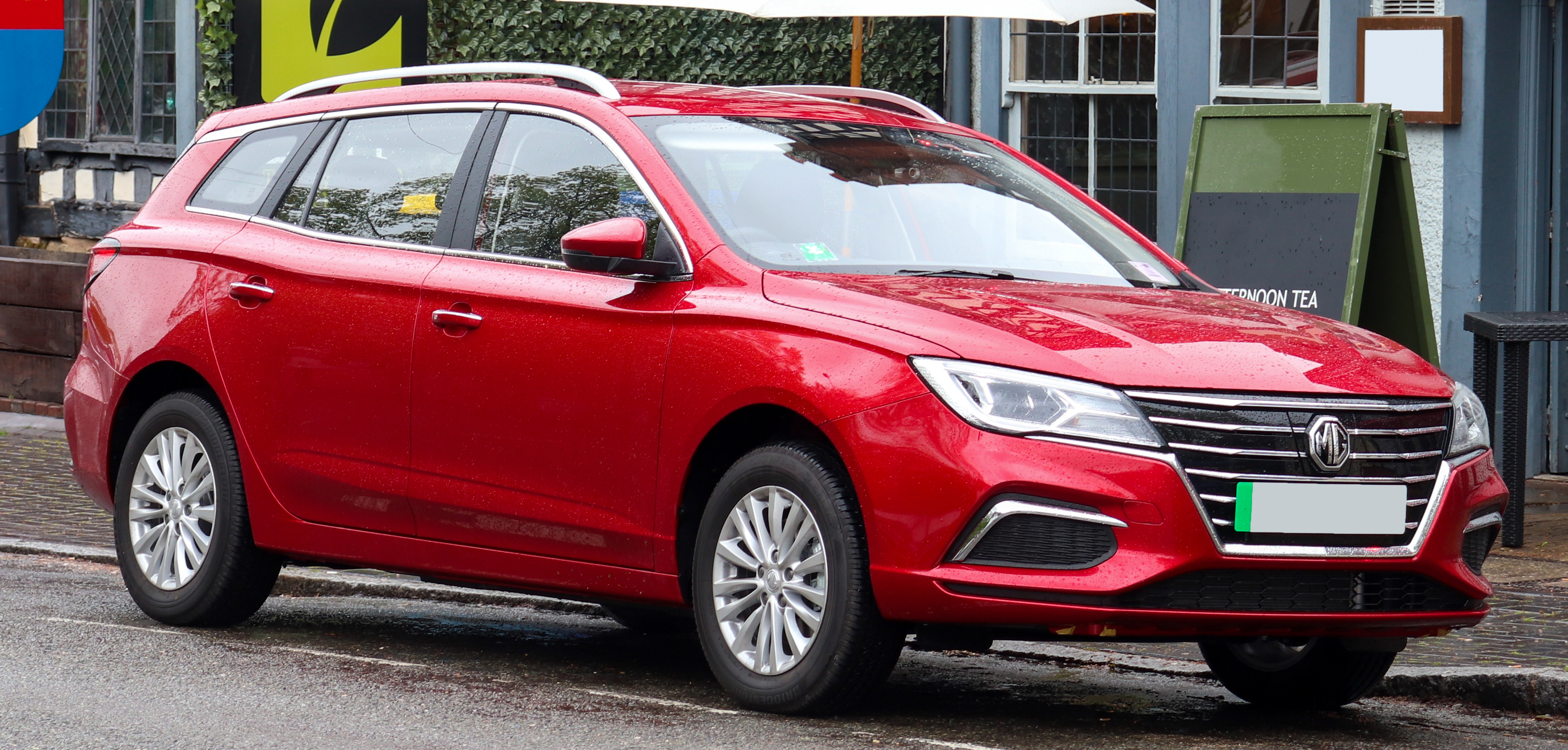
europejskie MG 5 EV

Roewe Ei5 został zaprezentowany po raz pierwszy w 2017 roku.
Nowy kompaktowy model marki Roewe w pierwszej kolejności zadebiutował w formie w pełni elektrycznego, 5-drzwiowego kombi.
Konstruując Ei5, koncern SAIC skorzystał z zaplecza technologicznego General Motors dostępnego dzięki równolegle istniejącemu joint-venture SAIC-GM, opierając swój model o płytę podłogową oferowanego również w Chinach modelu Buicka Excelle GX.
Pod kątem wizualnym Roewe Ei5 rozwinął język stylistyczny wdrożony w 2016 roku za pomocą większego i6, wyróżniając się dużą imitacją atrapy chłodnicy zdobionej chromem w przedniej części nadwozia, która zdominowała tę część nadwozia. Pod centralnie umieszczonym logo producent umieścił klapkę portu do ładowania układu elektrycznego.

### Lifting
W marcu 2021 roku, podobnie jak spalinowy sedan i5, także i elektryczne kombi Ei5 przeszło obszerną restylizację nadwozia oraz kabiny pasażerskiej. Jednocześnie samochód zyskał bardziej indywidualny wygląd pasa przedniego względem i5, który przyozdobiła wąska listwa czarnego koloru między agresywniej stylizowanymi reflektorami, na której zamiast loga umieszczono napis ROEWE. Ponadto, producent zaadaptował nowy projekt deski rozdzielczej i przemodelował zderzak tylny wraz z wypełnieniem lamp.

### Sprzedaż
Podobnie jak spalinowy model, Roewe Ei5 oferowane jest na wybranych rynkach eksportowych pod bratnią marką koncernu SAIC, MG. We wrześniu 2020 roku samochód zadebiutował w Wielkiej Brytanii pod nazwą MG 5 EV, z kolei po restylizacji przeprowadzonej już pół roku później, w marcu 2021 roku, jego zasięg rynkowy poszerzono także o wybrane inne kraje Europy Zachodniej jak Holandia czy Francja. Ponadto, w grudniu 2020 roku samochód trafił do sprzedaży Tajlandii jako MG EP, po liftingu zmieniając nazwę na MG ES.

### Dane techniczne
Układ napędowy Roewe Ei5 tworzy 116-konny silnik elektryczny, który rozwija maksymalny moment obrotowy 225 Nm. Bateria o pojemności 52,5 kWh umożliwia przejechanie na jednym ładowaniu do 420 kilometrów, pozwalając na uzupełnienie od 0 do 80% stanu naładowania akumulatora w ok. 40 minut.